# Elżbieta Kasicka
Elżbieta Kasicka (ur. 30 stycznia 1949) – polska lekkoatletka, specjalizująca się w pchnięciu kulą, medalistka mistrzostw Polski.

## Kariera sportowa
Była zawodniczką RKS Błonie.
Na mistrzostwach Polski seniorek na otwartym stadionie zdobyła jeden medal w pchnięciu kulą - brązowy w 1972. 
Rekord życiowy w pchnięciu kulą: 15,70 (12.05.1973).